# لاینبورگ
لاینبورگ (به آلمانی: Leinburg) یک شهر در آلمان است که در نورنبرگر لاند واقع شده‌است.